# Chelator striatus
Chelator striatus är en kräftdjursart som först beskrevs av Menzies 1962.  Chelator striatus ingår i släktet Chelator och familjen Desmosomatidae. Inga underarter finns listade i Catalogue of Life.